# 伊牟
伊牟（Elmo）是在托爾金（J. R. R. Tolkien）小說的中土大陸裡埃盧·庭葛（Elu Thingol）及奧爾維（Olwë）之弟弟。
伊牟出現在《未完成的故事》裡凱蘭崔爾（Galadriel）和凱勒鵬（Celeborn）的對話裡。凱勒鵬在《精靈寶鑽》被描述為「埃盧·庭葛的親屬」。托爾金希望繼續發展埃盧·庭葛的家族路線。托爾金於是將凱勒鵬設定為伊牟的孫子，伊牟亦是多瑞亞斯（Doriath）的辛達族（Sindar）精靈。在托爾金的構想裡，伊牟有一個兒子叫加拉松（Galadhon），加拉松是凱勒鵬的父親，加拉松之子加拉德麗爾（Galathil）是多瑞亞斯皇后寧羅絲（Nimloth）的父親。